# Palaeorhiza varicolor
Palaeorhiza varicolor är en biart som först beskrevs av Smith 1879.  Palaeorhiza varicolor ingår i släktet Palaeorhiza och familjen korttungebin. Inga underarter finns listade i Catalogue of Life.